# Phường 12, Đà Lạt
Phường 12 là một phường thuộc thành phố Đà Lạt, tỉnh Lâm Đồng, Việt Nam.

## Địa lý
Phường 12 nằm ở phía đông bắc thành phố Đà Lạt, có vị trí địa lý:
- Phía đông giáp xã Xuân Thọ
- Phía tây giáp Phường 8 và Phường 9
- Phía nam giáp Phường 11
- Phía bắc giáp xã Đạ Sar, huyện Lạc Dương.

Phường 12 có diện tích 12,48 km², dân số năm 2022 là 11.988 người, mật độ dân số đạt 960 người/km².

## Hành chính
Phường 12 được chia thành 9 tổ dân phố: Hồ Than Thở, Hòn Bồ, Thái An, Thái Bình, Thái Hòa, Thái Phát, Thái Phiên, Thái Phước, Thái Thịnh.

## Lịch sử
Ngày 6 tháng 6 năm 1986, Hội đồng Bộ trưởng ban hành Quyết định số 67-HĐBT về việc thành lập Phường 12 trên cơ sở 15 tổ dân phố với 3.442 nhân khẩu của Phường 6 cũ.